# Kitty Yung
Kitty Yung (geboren als Mindy Lynee Gladman, ook werkend onder de namen Zana Sun, Kitty Young, Ashley Yung, Zana Que en Tia Son) (Los Angeles, 6 februari 1970 – Stevenson Ranch, Californië, 30 november 2004) was een Amerikaanse pornoactrice van Koreaanse/Hawaïaanse afkomst. Ze wordt vaak verward met haar collega Kitty Jung (1984).

## Carrière
Yung begon als pornoactrice in 1993 als 23-jarige. In het begin van haar carrière viel ze op door haar tepels. Deze waren naar binnen gekeerd en plopten naar buiten wanneer ze seksueel opgewonden raakte. Halverwege 1994 onderging ze plastische chirurgie waarbij haar borsten en ogen werden vergroot. In 1995 stopte ze met porno vanwege haar angst voor aids en ging in Las Vegas als erotisch danseres werken. Begin 2000 maakte ze een comeback onder de naam Tia Son. In 2003 stopte ze definitief met porno.

## Filmografie
- 69 Oriental Blow Jobs
- A Is For Anal
- Amazing Asian Ass
- American Dream Girls 2, Asia Carerra
- America's Raunchiest Home Videos 63
- Anal Alien
- Anal Asian 2 - The Won-Ton Woman
- Anal Delinquent 1
- Anal Ecstasy Girls 2
- Anal Fever 11
- Anal Files 1
- Anal Files 4
- Anal Hunger
- Anal Ninja - Sex-O-Vision 3
- Anal Savage 2
- Anal Secrets
- Anal Secrets II
- Anal Vision 15
- Anal Vision 18
- Angel Eyes
- Asia Exotica 3
- Asian Appetite
- Asian Chow Down
- Asian Fever 4
- Asian Girls
- Asian Heat 2: Satin Angels
- Asian Heat 3: Tales Of The Golden Lotus
- Asian Hose
- Asian Invasion 4
- Asian Invasion 5
- Asian Party Girls 4
- Ass Dweller
- Ass Freaks 1
- Ass Fuck 5
- Ass Master 6
- Ass Openers 1
- Ass Openers 10
- Awesome Asians 23
- Backdoor To Taiwan
- Barely 18 4
- Beach Bitches
- Before They Were Pornstars 1
- Behind Closed Doors
- Best by Private 43 - Asian Girls
- Best of Black Anal 1
- Best Of Buttslammers 1
- Best of Cum 3
- Best Of Oriental Anal 1
- Best Of Oriental Anal 2
- Best of Private XXX 2
- Best of the Gangbang Girl 3
- Biff Malibu's Totally Nasty Home Videos 40
- Big Bang 1
- Billy Black's Tae Blow Girls - Shaved Orientals
- Black Buttman 1
- Booty Ho
- Brassiere To Eternity
- Breastman Does The Twin Towers
- Burma Road 1
- Burma Road 2
- Butt Sluts 2
- Butt Whore
- Buttslammers 3
- Cannes Fantasies
- Cherry Poppers 3
- Chow Down
- Chow Mai Poon
- Clockwork Orgy
- Coming Out
- Convention Cuties
- Costa Rica Getaway
- Costa Rica Studies
- Cream of the Cock
- Crew Sluts
- Cum Shocks 6
- Dark-X-Tremes 20
- Tailz From Da Hood
- Deep Cheeks 4
- Deep Inside The Orient
- Diary Of A Geisha
- Double D Dykes 10
- Double Play 17
- Asian Connection
- Dragon Lady 6
- Egg Foo Kitty Yung
- Execu-Comp 156
- Execu-Comp 226
- Extreme Pictures 1
- Extreme Pictures 7
- Extreme Pictures 22
- Extreme Pictures 34
- Filthy Fuckers 33
- Foolproof
- Fortune Nookie
- Freak Dat Booty
- From China With Love
- Fuck Holes - Asian Fuck Sluts
- Fukiyaki
- Get it in Gere
- Gang Bang Girl 12
- Geranalmo
- Girls Who Take It Up the Ass 22
- Go Ahead... Eat Me
- Hidden Camera 14
- Hitchhiker 4
- Hot Tight Asses 7
- Hot Tight Asses 14
- House Of The Rising Sun (II)
- In The Bush
- In The Butt
- Indecent Proposition
- James Blond Meets Dr. Rear
- Kinky Fantasies
- Kissing Fields
- Kym Wilde's On The Edge 15
- Last Action Whore
- Let's Play Doctor
- Lipstick Lesbians 1: Massage Parlor
- Lovin' Spoonfuls 16: More Best Of Dirty Debutantes
- Luscious Licking Lesbians
- M Series 9
- Max Gold 6
- Midnight Angels 3
- Misty Rain's Anal Orgy
- Mocha Mix 1
- Nasty Backdoor Nurses
- Nasty Nancy 5 - Dildo Dreaming
- New Ends 2
- No Man's Land Asian Edition 3
- Odyssey Group Volume 318
- Odyssey Group Volume 322
- Odyssey Group Volume 346
- Once Upon An Anus
- Oral Adventures Of Craven Moorehead 11
- Other People's Pussy
- Overtime 2 - Buttilicious
- Overtime 31 - Bald Beavers
- Overtime 81 - Awesome Asians
- Peter Pops!!
- Please... Play Hard With Me
- Pornocopia 2 - Bendover Bitches
- Prime Cuts - Ass Capades
- Private Video Magazine 9
- Private Video Magazine 10
- Private Video Magazine 11
- Private Video Magazine 12
- Private Video Magazine 17
- Pussyman 7
- On the Dark Side
- Racially Motivated
- Rainwoman 7 - In The Rain Forest
- Rainwoman 8 - Wet Between The Cheeks
- Raunch O Rama - Explosive Cumshots
- Real Female Masturbation 19
- Real Female Orgasms 3
- Reel Sex World 2
- Lost In Denver
- Ripe 1
- Rising Buns
- Rising Cum - Sex-O-Vision 26
- Rodney's Rookies Special Edition
- Samurai Pie
- Sarah-Jane's Love Bunnies 3
- Satin Angels
- Screentest Sex 4
- Sean Michaels: Sex Machine
- Sex Party
- Slave To Love
- Sleeping With Seattle
- Sluts From the Orient 1
- Smooth As Silk
- Sniff Doggystyle
- Sodomania 5
- Sodomania: Baddest of the Best
- Sodomania: Director's Cut Classics 2
- Split Decision
- Squirts 4
- Sticky Lips
- Super Hornio Brothers 2
- Sushi Butts
- Temptress
- Thee Bush League 25
- The Best by Private 9 - United Colors of Private
- They All Look Good at Closing Time
- Tonya And Nancy - The Real Story
- Totally Tiffany
- Triple Play 63: Orient Express
- Triple Play 73: Oriental Sexpress
- Triple Play 95: Conjugal Couples 2
- Up And Cummers 1
- Virgin Treasures 1
- Virgin Treasures 2
- Voluptuous Girl 2 Girl
- What's Butt Got To Do With It
- Whoriental Sex Academy 6
- Younger Women Older Men 2